# Frederick Dalrymple-Hamilton
Pour les articles homonymes, voir Dalrymple et Hamilton.
Frederick Hew George Dalrymple-Hamilton (né le 27 mars 1890 et mort le 26 décembre 1974) est un militaire britannique.
Cet officier de marine est nommé amiral en 1941.

## Biographie
Il commandait le cuirassé HMS Rodney lors de l'affrontement décisif contre le Bismarck le 27 mai 1941.